# 经典电磁理论的协变形式
经典电磁理论的协变形式是指将经典的电磁学定律（主要包括馬克士威方程組和洛伦兹力）纳入狭义相对论的框架，利用洛伦兹协变的四维矢量和四维张量写成“外在协变”的形式。这种形式的好处在于，经典的电磁学定律在任意惯性坐标系下具有相同的形式，并能够使场和力在不同惯性系下的变换更加容易表述。
在本文中，闵可夫斯基度规的形式被规定为{\displaystyle diag(1,-1,-1,-1)\,}，这是参考了所编写的《经典电动力学》中所采用的形式；并且从头彻尾都使用了经典的张量代数以及爱因斯坦求和约定。:544

## 协变量

### 电磁张量
将电场和磁场统一起来可写成一个反对称张量，即电磁张量。当单位为伏特·秒/米2，其协变形式为:553-558
{\displaystyle F_{\alpha \beta }=\left({\begin{matrix}0&{\frac {E_{x}}{c}}&{\frac {E_{y}}{c}}&{\frac {E_{z}}{c}}\\{\frac {-E_{x}}{c}}&0&-B_{z}&B_{y}\\{\frac {-E_{y}}{c}}&B_{z}&0&-B_{x}\\{\frac {-E_{z}}{c}}&-B_{y}&B_{x}&0\end{matrix}}\right)}
通过张量代数可以得到反变形式为
{\displaystyle F^{\mu \nu }\,{\stackrel {\mathrm {def} }{=}}\,\eta ^{\mu \alpha }\,F_{\alpha \beta }\,\eta ^{\beta \nu }=\left({\begin{matrix}0&{\frac {-E_{x}}{c}}&{\frac {-E_{y}}{c}}&{\frac {-E_{z}}{c}}\\{\frac {E_{x}}{c}}&0&-B_{z}&B_{y}\\{\frac {E_{y}}{c}}&B_{z}&0&-B_{x}\\{\frac {E_{z}}{c}}&-B_{y}&B_{x}&0\end{matrix}}\right).}
其中{\displaystyle \mathbf {E} \,}是电场强度，{\displaystyle \mathbf {B} \,}是磁感应强度，{\displaystyle c\,}是真空中的光速。如果采用高斯单位制，光速这个因子将不会出现。

### 四维电流密度
四维电流密度是统一了电流密度和电荷密度的四维矢量。当单位为安培/米2，其反变形式为
{\displaystyle J^{\alpha }=\,(c\rho ,\mathbf {J} )}
其中{\displaystyle \rho \,}是电荷密度，{\displaystyle \mathbf {J} }是电流密度。

### 电磁四维势
电磁四维势是统一了电标势和磁矢势的四维矢量。当单位为伏特·秒/米时，其协变形式为
{\displaystyle A_{\alpha }=\left(\phi /c,-\mathbf {A} \right)}
电磁张量和四维势之间的关系为
{\displaystyle F_{\alpha \beta }=\partial _{\alpha }A_{\beta }-\partial _{\beta }A_{\alpha }\,}
其中
{\displaystyle \partial _{\alpha }={\frac {\partial }{\partial x^{\alpha }}}=\left({\frac {1}{c}}{\frac {\partial }{\partial t}},\mathbf {\nabla } \right)\,.}

### 电磁应力-能量张量
电磁应力-能量张量是一个对称张量，描述了电磁场对全部应力-能量张量的贡献。当单位为焦耳/米3，它的反变形式为
{\displaystyle T^{\alpha \beta }={\begin{bmatrix}{\frac {1}{2}}(\epsilon _{0}E^{2}+{\frac {1}{\mu _{0}}}B^{2})&S_{x}/c&S_{y}/c&S_{z}/c\\S_{x}/c&-\sigma _{xx}&-\sigma _{xy}&-\sigma _{xz}\\S_{y}/c&-\sigma _{yx}&-\sigma _{yy}&-\sigma _{yz}\\S_{z}/c&-\sigma _{zx}&-\sigma _{zy}&-\sigma _{zz}\end{bmatrix}}}
其中{\displaystyle \epsilon _{0}\,}是真空电容率， {\displaystyle \mu _{0}\,}是真空磁导率，坡印亭矢量为
{\displaystyle \mathbf {S} ={\frac {1}{\mu _{0}}}\mathbf {E} \times \mathbf {B} \,}
而馬克士威應力張量為
{\displaystyle \sigma _{ij}=\epsilon _{0}E_{i}E_{j}+{\frac {1}{\mu _{0}}}B_{i}B_{j}-{\tfrac {1}{2}}(\epsilon _{0}E^{2}+{\frac {1}{\mu _{0}}}B^{2})\delta _{ij}\,.}
电磁应力-能量张量与电磁场张量之间的关系由下面方程给出：
{\displaystyle T^{\alpha \beta }={\frac {-1}{\mu _{0}}}(F^{\alpha \gamma }\eta _{\gamma \nu }F^{\nu \beta }+{\frac {1}{4}}\eta ^{\alpha \beta }F_{\gamma \nu }F^{\gamma \nu })}
其中{\displaystyle \eta \,}是闵可夫斯基度规张量。注意我们这里使用了关系
{\displaystyle \epsilon _{0}\mu _{0}c^{2}=1\,.}

### 其他非电磁学协变量
除上面的电磁学量以外，我们在这里列出三个非电磁学的四维矢量，它们在本文中也有用到：
- 位置（坐标）矢量，单位为米：

{\displaystyle x^{\alpha }=(ct,x,y,z)\,.}
- 四维速度矢量，单位为米/秒：

{\displaystyle u^{\alpha }=\gamma (c,\mathbf {u} )\,}
其中{\displaystyle \mathbf {u} \,}是（三维）速度矢量，而{\displaystyle \gamma \,}是与{\displaystyle \mathbf {u} \,}有关的洛伦兹因子。
- 四维动量矢量，单位为千克·米/秒：

{\displaystyle p_{\alpha }=(E/c,-\mathbf {p} )=m\,\eta _{\alpha \nu }\,u^{\nu }\,}
其中{\displaystyle \mathbf {p} \,}是（三维）动量矢量，而E是能量，m是粒子的静止质量。

## 馬克士威方程組
真空中的馬克士威方程組可以写作两个张量方程的形式： :{\displaystyle {\frac {\partial F^{\alpha \beta }}{\partial x^{\alpha }}}=\mu _{0}J^{\beta }\qquad {\hbox{and}}\qquad 0=\epsilon ^{\alpha \beta \gamma \delta }{\frac {\partial F_{\alpha \beta }}{\partial x^{\gamma }}}}
其中F αβ是电磁张量，J α是四维电流密度，є αβγδ是列维-奇维塔符号，所有角标满足爱因斯坦求和约定。第一个张量方程表述了两个非齐次的麦克斯韦方程：高斯定律和安培定律；第二个张量方程表述了两个齐次的麦克斯韦方程：法拉第电磁感应定律和磁场的高斯定律。
在无源的情形下，麦克斯韦方程组退化为与场强有关的波方程：
{\displaystyle \eta ^{\gamma \nu }\partial _{\gamma }\partial _{\nu }F^{\alpha \beta }\,{\stackrel {\mathrm {def} }{=}}\,\Box F^{\alpha \beta }\,{\stackrel {\mathrm {def} }{=}}\,\nabla ^{2}F^{\alpha \beta }-{1 \over c^{2}}{\partial ^{2}F^{\alpha \beta } \over {\partial t}^{2}}=0\,.}
这里{\displaystyle \Box }是达朗贝尔算符。

### 其他符号记法
如果不用求和约定或列维-奇维塔符号，方程组将写为
{\displaystyle \sum _{x^{\alpha }=ct,x,y,z}{\partial F^{\alpha \beta } \over \partial x^{\alpha }}=\mu _{0}J^{\beta }\qquad {\hbox{and}}\qquad 0={\partial F_{\alpha \beta } \over \partial x^{\gamma }}+{\partial F_{\beta \gamma } \over \partial x^{\alpha }}+{\partial F_{\gamma \alpha } \over \partial x^{\beta }}}
其中所有的角标的范围是0到3（更具体而言，{\displaystyle x^{\alpha }}的范围是{ct,x,y,z}）。第一个张量方程对应着四个标量方程，其中{\displaystyle \beta }的值为0到3。第二个张量方程可展开为{\displaystyle 4^{3}=64}个标量方程，但只有四个是独立的。
为了方便可以将四维梯度写作更简洁的形式：
{\displaystyle {\partial F^{\alpha \beta } \over \partial x^{\gamma }}\,{\stackrel {\mathrm {def} }{=}}\,\partial _{\gamma }F^{\alpha \beta }\,{\stackrel {\mathrm {def} }{=}}\,{F^{\alpha \beta }}_{,\gamma }\,.}
从而馬克士威方程組最终的协变形式为
{\displaystyle {F^{\alpha \beta }}_{,\alpha }=\mu _{0}J^{\beta }}
以及
{\displaystyle \epsilon ^{\alpha \beta \gamma \delta }{F_{\alpha \beta ,\gamma }}=0\ .}

## 连续性方程
由电荷守恒得到的连续性方程的协变形式为
{\displaystyle {J^{\alpha }}_{,\alpha }\,{\stackrel {\mathrm {def} }{=}}\,\partial _{\alpha }J^{\alpha }\,=\,0\,.}

## 洛伦兹力
电磁场通过洛伦兹力来影响其中粒子的运动。仅考虑洛伦兹力的影响时，牛顿运动定律用场强张量表示的相对论形式为
{\displaystyle {\frac {dp_{\alpha }}{d\tau }}\,=q\,F_{\alpha \beta }\,u^{\beta }}
其中{\displaystyle p\,}是四维动量，{\displaystyle q\,}是电荷，{\displaystyle u\,}是四维速度，{\displaystyle \tau \,}是粒子的固有时。
如果采用（普通）时间而不是固有时，方程则写为
{\displaystyle {dp_{\alpha } \over {dt}}=q\,F_{\alpha \beta }\,{\frac {dx^{\beta }}{dt}}\,.}
在连续性介质中，三维的力密度（空间分量：三维小体元中的洛伦兹力除以体元的体积）和一维的功率密度（时间分量：三维小体元中传播的功率除以体元的体积）合并为一个协变的力密度矢量{\displaystyle f_{\mu }\,.}。从而洛伦兹力的密度的空间分量为{\displaystyle \mathbf {f} =\rho \mathbf {E} +\mathbf {J} \times \mathbf {B} }. 写为外在协变的形式为
{\displaystyle f_{\mu }=F_{\mu \nu }J^{\nu }.\!}

## 电磁应力-能量张量的微分方程
电磁应力-能量张量满足下面的微分方程，此方程将电磁张量和四维电流密度相联系：
{\displaystyle \eta _{\alpha \nu }{T^{\nu \beta }}_{,\beta }+F_{\alpha \beta }J^{\beta }=0\,}
这个方程表述了电磁相互作用中动量和能量的守恒律。

## 洛伦茨规范条件
洛伦茨规范是具有洛伦兹不变性的规范条件。（在规范对称性下可以选取多种不同的规范条件，例如库仑规范，通常在一个惯性系下满足的规范条件将不能同时满足於另一个惯性系。）
洛伦茨规范用四维势表示为  
{\displaystyle \eta ^{\alpha \nu }\,\partial _{\alpha }A_{\nu }=0\,.}

### 洛伦茨规范下的麦克斯韦方程组
洛伦茨规范下的麦克斯韦方程组可表为
{\displaystyle \eta ^{\sigma \nu }\,\Box A_{\nu }=-\mu _{0}\,J^{\sigma }}
其中{\displaystyle \Box }是达朗贝尔算符。

## 介质中麦克斯韦方程组的协变形式
如果考虑介质中的麦克斯韦方程组，此时的电流{\displaystyle J^{\alpha }\,}可分为自由电流{\displaystyle {J^{\alpha }}_{\text{free}}\,}和束缚电流{\displaystyle {J^{\alpha }}_{\text{bound}}\,}：
{\displaystyle J^{\alpha }={J^{\alpha }}_{\text{free}}+{J^{\alpha }}_{\text{bound}}\,.}
其中束缚电流的部分来自介质的磁化和电极化，这两者构成一个反对称的反变磁化-极化张量： 
{\displaystyle {\mathcal {M}}^{\mu \nu }={\begin{pmatrix}0&-P_{x}c&-P_{y}c&-P_{z}c\\P_{x}c&0&M_{z}&-M_{y}\\P_{y}c&-M_{z}&0&M_{x}\\P_{z}c&M_{y}&-M_{x}&0\end{pmatrix}}}
根据麦克斯韦方程，束缚电流为 
{\displaystyle {J^{\mu }}_{\text{bound}}=\partial _{\nu }{\mathcal {M}}^{\mu \nu }\,.}
将磁化-极化张量和真空中的电磁张量{\displaystyle F^{\mu \nu }\,,}合并，我们可以得到反对称的反变电磁位移张量，其中包含了电位移矢量{\displaystyle [D_{x},D_{y},D_{z}]\!}和磁场强度矢量{\displaystyle [H_{x},H_{y},H_{z}]\,}： 
{\displaystyle {\mathcal {D}}^{\mu \nu }={\begin{pmatrix}0&D_{x}c&D_{y}c&D_{z}c\\-D_{x}c&0&H_{z}&-H_{y}\\-D_{y}c&-H_{z}&0&H_{x}\\-D_{z}c&H_{y}&-H_{x}&0\end{pmatrix}}.}
它们之间的关系为 
{\displaystyle {\mathcal {D}}^{\mu \nu }={\frac {1}{\mu _{0}}}F^{\mu \nu }-{\mathcal {M}}^{\mu \nu }\,}
这个方程等价於经典电磁学中的{\displaystyle \mathbf {D} =\epsilon _{0}\mathbf {E} +\mathbf {P} \,}和{\displaystyle \mathbf {H} ={\frac {1}{\mu _{0}}}\mathbf {B} -\mathbf {M} \,.}
并进一步可以推导出介质中的安培定律{\displaystyle \mathbf {\nabla } \times \mathbf {H} =\mathbf {J} _{\text{free}}+{\frac {\partial \mathbf {D} }{\partial t}}}和高斯定律{\displaystyle \mathbf {\nabla } \cdot \mathbf {D} =\rho _{\text{free}}}，即 
{\displaystyle {J^{\mu }}_{\text{free}}=\partial _{\nu }{\mathcal {D}}^{\mu \nu }\,.}
束缚电流和自由电流的定义已经由上面给出，并且各自满足守恒律：
{\displaystyle \partial _{\mu }{J^{\mu }}_{\text{bound}}=0\,} :{\displaystyle \partial _{\mu }{J^{\mu }}_{\text{free}}=0\,.}
由此，如果我们需要求解介质中的电流密度{\displaystyle J^{\alpha }\,,}，可以将其分为求解自由电流密度{\displaystyle {J^{\alpha }}_{\text{free}}\,,}和求解磁化-极化张量{\displaystyle {\mathcal {M}}^{\alpha \beta }\,}的问题。例如，在低频线性介质中有
{\displaystyle \mathbf {J} _{\text{free}}=\sigma \mathbf {E} \,}
{\displaystyle \mathbf {P} =\epsilon _{0}\chi _{e}\mathbf {E} \,}
{\displaystyle \mathbf {M} =\chi _{m}\mathbf {H} \,}
其中观察者在与介质共同运动的参考系中，{\displaystyle \sigma \,}是电导率，{\displaystyle \chi _{e}\,}是电极化率，{\displaystyle \chi _{m}\,}是磁化率。

## 拉格朗日量
单位为焦耳/米3时，真空中的经典电磁拉格朗日量为
{\displaystyle {\mathcal {L}}\,=\,{\mathcal {L}}_{\mathrm {field} }+{\mathcal {L}}_{\mathrm {int} }=-{\frac {1}{4\mu _{0}}}F^{\alpha \beta }F_{\alpha \beta }+A_{\alpha }J^{\alpha }\,.}
其中包含了表示场强的项和表示相互作用的项。  如果我们将自由电流和束缚电流分开，则拉格朗日量写为
{\displaystyle {\mathcal {L}}\,=\,-{\frac {1}{4\mu _{0}}}F^{\alpha \beta }F_{\alpha \beta }+A_{\alpha }J_{\text{free}}^{\alpha }+{\frac {1}{2}}F_{\alpha \beta }{\mathcal {M}}^{\alpha \beta }\,.}  对应的非相对论形式为
{\displaystyle {\mathcal {L}}\,=\,{\frac {1}{2}}(\epsilon _{0}E^{2}-{\frac {1}{\mu _{0}}}B^{2})-\phi \,\rho _{\text{free}}+\mathbf {A} \cdot \mathbf {J} _{\text{free}}+\mathbf {E} \cdot \mathbf {P} +\mathbf {B} \cdot \mathbf {M} \,.}

## 广义相对论中的推广
在广义相对论中，度规张量{\displaystyle g_{\alpha \beta }\,}不再是恒定的{\displaystyle \eta _{\alpha \beta }\,}，而有可能随时间和空间变化，度规张量则是引力场的势。
真空中处于引力场中的麦克斯韦方程组为
{\displaystyle F_{\alpha \beta }\,=\,\partial _{\alpha }A_{\beta }\,-\,\partial _{\beta }A_{\alpha }\,}
{\displaystyle {\mathcal {D}}^{\mu \nu }\,=\,{\frac {1}{\mu _{0}}}\,g^{\mu \alpha }\,F_{\alpha \beta }\,g^{\beta \nu }\,{\sqrt {-g}}\,}
{\displaystyle J^{\mu }\,=\,\partial _{\nu }{\mathcal {D}}^{\mu \nu }\,}
{\displaystyle f_{\mu }\,=\,F_{\mu \nu }\,J^{\nu }\,}
其中{\displaystyle g^{\alpha \beta }\,}是度规张量{\displaystyle g_{\alpha \beta }\,}的倒数，而{\displaystyle g\,}是度规张量的行列式，{\displaystyle A_{\alpha }\,}是电磁场的四维势，{\displaystyle F^{\alpha \beta }\,}是电磁张量，{\displaystyle D^{\mu \nu }\,}是位移电流张量，{\displaystyle f_{\mu }\,}是洛伦兹力的密度，{\displaystyle J_{\mu }\,}是四维电流密度。尽管方程组中使用了偏导数，这些方程仍然在任意曲面坐标变换下是协变的：也就是说如果将偏导数换成协变导数，引入的附加项会自动消去从而保持形式不变。